# خژانشچوک
خژانشچوک (به لهستانی:  Chrząszczewek) یک روستا در لهستان است که در گمینا بیاوا راوسکا واقع شده‌است. خژانشچوک ۱۴۰ نفر جمعیت دارد.